# عبد المجيد وارث
عبد المجيد وارث (بالإنجليزية: Abdul Majeed Waris) (19 سبتمبر 1991 في أكرا في غانا – )؛ هو لاعب كرة قدم غاني يلعب مع نادي لوريان كمهاجم. سبق له أن لعب في كأس العالم لكرة القدم مع منتخب بلاده.

## المسيرة الاحترافية

### أندية لعب لها
- هاكين
- سبارتاك موسكو
- نادي طرابزون سبور
- نادي لوريان

## روابط خارجية
- عبد المجيد وارث على موقع الاتحاد الدولي (مؤرشف)  (الإنجليزية)
- عبد المجيد وارث على موقع اتحاد السويد (السويدية)
- عبد المجيد وارث على موقع اتحاد تركيا (لاعب) (الإنجليزية)
- عبد المجيد وارث على موقع قاعدة بيانات كرة القدم.إي يو (الإنجليزية)
- عبد المجيد وارث على موقع ناشيونال فوتبول تيمز (الإنجليزية)
- عبد المجيد وارث على موقع Soccerbase.com (لاعب) (الإنجليزية)
- عبد المجيد وارث على موقع Soccerway.com (الإنجليزية)
- عبد المجيد وارث على موقع عالم كرة القدم.نت (الإنجليزية)
- عبد المجيد وارث على موقع AS.com (الإسبانية)